# Volkswagen Transporter (2003)
Il Volkswagen Transporter T5 è un veicolo commerciale prodotto della casa automobilistica tedesca Volkswagen dal 2003 al 2015.
Si tratta della quinta generazione dell'omonimo veicolo commerciale.

## Profilo

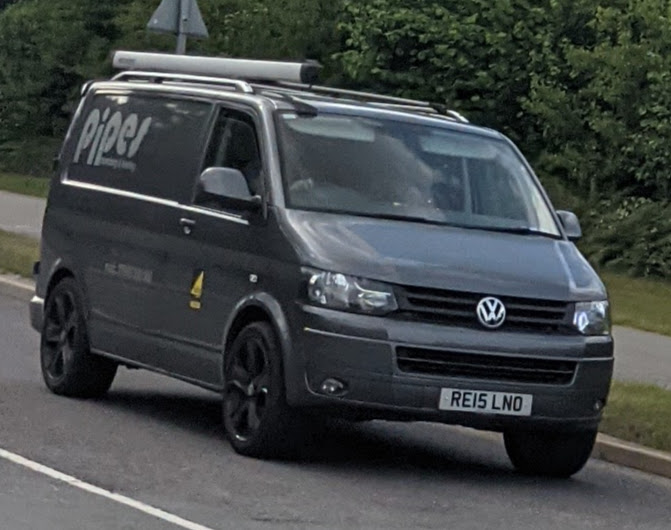
Transporter restyling

Il Transporter fu disponibile in oltre 100 possibili combinazioni diverse. Tali varianti includono quella a passo corto (SWB) o passo lungo (LWB); insieme alle versioni a tetto basso, medio o alto, poteva essere omologato come furgone, minibus, cabina singola, doppia cabina, cassonato o autocarro con telaio senza carrozzeria.
Come il suo predecessore, il T4, continuava ad avere il un motore anteriore montato trasversalmente e la trazione anteriore. Le pareti laterali della carrozzeria vennero realizzate pressando un unico pezzo di lamiera, eliminando così la giuntura verticale tra le parti di lamiera. Al posto di guida, la leva del cambio, ora simile a un joystick, venne spostata sul cruscotto azionando la trasmissione tramite tiranti.
Il veicolo aveva sospensioni indipendenti su entrambi gli assi anteriore e posteriore. Tutto l'asse anteriore fu collegato al veicolo tramite un telaietto ausiliario ed è costituito da montanti MacPherson e bracci trasversali con barra stabilizzatrice per ridurre il rollio. L'asse posteriore adottò bracci longitudinali con molle Mini-Block e ammortizzatori separati. L'impianto frenante era dotato di dischi freno ventilati con pinze flottanti a pistoncino singolo sia nella parte anteriore e posteriore. Lo sterzo era a pignone e cremagliera con servoassistenza idraulica (diventata poi elettronica dal 2019).
Alla fine del 2006, in concomitanza con un aggiornamento tecnico le versioni diesel furono tutte dotate di serie con filtro antiparticolato (DPF). Inoltre furono migliorati alcune componenti nell'area degli iniettori diesel, del comando delle valvole e del collettore di scarico.
Nel 2008 fu sottoposto ai crash test, ottenendo 4 stelle.

## Restyling
Nel settembre 2009 la gamma del T5 fu rinnovata e aggiornata, venendo venduta con quattro allestimenti: Transporter, Caravelle, Multivan e California. Oltre al restyling con nuovi fari più larghi, una nuova griglia del radiatore, paraurti e specchietti retrovisori ridisegnati, sono state apportate anche modifiche nella meccaniche e agli interni.
Questo restyling introduce per la prima volta nel segmento dei furgoni di media categoria, il cambio a doppia frizione denominata Direct-Shift Gearbox (DSG), disponibile anche con trazione integrale 4motion, Side Lane Assist per il monitoraggio degli angoli ciechi in caso di cambio di corsia, sensore per il monitoraggio della pressione dei pneumatici (TPMS), fari bi-xeno con luci diurne a LED e sistema di navigazione radio (RNS) touchscreen e una telecamera per la retromarcia che funzionava insieme all'RNS.
I motori che alimentavano la gamma furono rivista e disponibili solo a quattro cilindri in linea e con una cilindrata di 2,0 litri sia benzina che quattro opzioni diesel turbocompresse a iniezione diretta (TDI) con common rail, in sostituzione del precedente sistema di alimentazione con pompa-iniettore (Pumpe Düse, PD).
Queste motorizzazioni erano offerte in vari livelli di potenza da 62 kW a 132 kW con uno o due turbocompressori (biturbo). Il motore cinque cilindri fu tolto di produzione. Tutte le versioni furono adeguate allo standard sulle emissioni Euro 5. La Volkswagen offrì anche un motore a benzina turbocompresso da 2,0 litri (TSI) in due livelli di potenza che andò a sostituire il precedente VR6 aspirato da 3,2 litri.
Nel 2013 fu nuovamente sottoposto ai crash test, ottenendo sempre 4 stelle.

## Riconoscimenti
- International Van of the Year 2004[7]